# Disney Sports Snowboarding
Disney Sports Snowboarding, es un videojuego de deportes en invierno (Snowboarding), lanzado para Game Boy Advance, desarrollado y publicado por Konami en 2003. El juego consiste en personajes del universo de Mickey Mouse compitiendo en snowboard.

## Personajes
- Mickey Mouse
- Minnie Mouse
- Donald Duck
- Goofy
- Pete
- Chip y Chop

- Datos: Q20995103